# Phanumek Palawec
Phanumek Palawec (thailändisch ภานุเมฆ ภาระเวช; * 28. August 2005) ist ein thailändischer Fußballspieler.

## Karriere
Phanumek Palawec steht seit Ende 2023 beim Chainat Hornbill FC unter Vertrag. Der Verein aus Chainat spielt in der zweiten Liga, der Thai League 2. Sein Zweitligadebüt gab Palawec am 23. Februar 2024 (26. Spieltag) im Auswärtsspiel gegen den Chanthaburi FC. Bei der 1:0-Niederlage stand er in der Startelf und spielte die kompletten 90 Minuten.